# Поликсен Эпифан Сотер

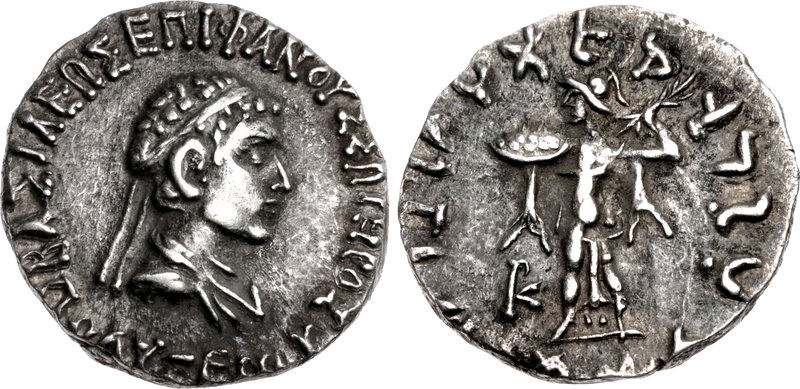
Серебряная монета Поликсена

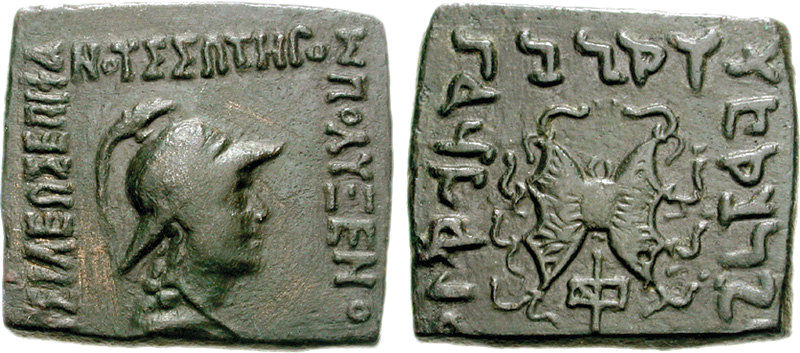
Бронзовая монета Поликсена

Поликсен Эпифан Сотер (др.-греч. Πολύξενος Ἐπιφανῆς Σωτήρ) — индо-греческий царь, правивший, видимо, в I веке до н. э.
Обнаружено небольшое количество нумизматического материала с именем Поликсена. По мнению А. Нарайна, он, как и Эпандер, подчинялся Менандру I. Учёный отметил, что сложно определить точные границы владений Поликсена, но речь не идёт о землях к востоку от Инда; его монеты не обнаружены в Таксиле. Противоположного мнения придерживается Ф. Вайдмэнн. Ряд исследователей считают Поликсена сыном Стратона Эпифана Сотера, так как их титул, тип монет и некоторые монограммы одинаковы. Время правления Поликсена О. Бопераччи относит к 100 году до н. э., В. Сейглес — к 100-95 годам до н. э., Р. Смит — к 97-96 или 90-88 годам до н. э., Р. Сениор — к 85-80 годам до н. э., А. Симонетта — к 84-83 годам до н. э. По предположению Й. Якобссона, Поликсен сменил отца на троне примерно в 80-75 годах до н. э. и, возможно, его братом был Аполлодот II. Поликсен, скорее всего, вступил на престол в молодом возрасте и правил недолго. В. Сейглес называет его преемником Гелиокла II. Ф. Вайдмэн и Р. Смит связывают имя Поликсена с событями правления Антиалкида и Лисия Аникета.
На серебряных монетах Поликсена на аверсе вычеканен его бюст в диадеме и присутствует легенда на греческом языке. На реверсе вместе с надписями на кхароштхи изображена сражающаяся Афина Паллада — покровительница рода Менандра I. На бронзовых монетах — на аверсе бюст Афины (или Агофоклеи) в шлеме, а на реверсе — голова Горгоны.